# Joe Fagin
Joe Fagin (* 1. Januar 1940; † 5. September 2023 in London) war ein britischer Popsänger.

## Leben und Karriere
Fagin war in den 1960er-Jahren Leadsänger der Merseybeat-Band The Strangers, die oft auf den gleichen Konzerten spielten wie die Beatles. Einem größeren Publikum bekannt wurde Fagin allerdings erst, nachdem er 1983 das Lied That’s Livin’ Alright aufgenommen hatte. Das Lied diente als Titelmusik der Fernsehserie Auf Wiedersehen, Pet; Fagins Single kletterte nicht zuletzt aufgrund der Beliebtheit der Serie bis auf Platz 3 der britischen Charts.
Fagin war 1985 einer der Sänger der Allstar-Band The Crowd (unter anderem mit Paul McCartney, Gerry Marsden, Tony Christie, Motörhead und vielen anderen), die in den UK-Charts mit der Charity-Single You’ll Never Walk Alone einen Nummer-eins-Hit hatte, dessen Erlöse den Opfern der Brandkatastrophe im Stadion des englischen Fußball-Drittligisten Bradford City zugutekam.
1986 konnte Fagin einen weiteren Charterfolg verbuchen – mit zwei Liedern aus der zweiten Staffel von Auf Wiedersehen, Pet: Back with the Boys Again und Get It Right.
Im Jahr 2006 kam eine bearbeitete Version von That’s Livin’ Alright als That’s England Alright in den Handel; mit dem Text unterstützte Fagin dabei die englische Fußballnationalmannschaft bei der Fußball-Weltmeisterschaft 2006 in Deutschland – allerdings inoffiziell, das offizielle Lied des Drei-Löwen-Teams war World at Your Feet der Band Embrace.
Joe Fagin starb Anfang September 2023 im Alter von 83 Jahren.